# World of Twist
I World of Twist erano un gruppo musicale inglese di genere indie pop, formatosi nel 1985 a Sheffield e scioltosi nel 1992.
Composto dal cantante James Fry, dal bassista Andrew Hobson, dal chitarrista Gordon King, dal batterista Tony Ogden, dal sassofonista Rory Connolly, dall'organista Nick Phillips e dal sintetizzatore Andy Robbins, il gruppo ebbe vita breve, prima di riformarsi a Manchester qualche anno dopo. Nel 1989 la formazione comprendeva Ogden, stavolta nelle vesti di cantante e compositore, King, chitarrista e compositore, e Hobson al sintetizzatore. Ai tre si unirono Alan Frost (effetti visivi, sintetizzatore) e Julia (rumori marini) e Angela Reilly (effetti visivi). Completò il gruppo l'adesione, qualche tempo dopo, di Nick Sanderson alla batteria.
L'album d'esordio, Quality Street (1991), non ebbe il successo sperato, ma la canzone Sons of the Stage fu una hit a Toronto e a New York. I Beady Eye ne hanno fatto una cover, pubblicata nel novembre 2010 come lato B del singolo promozionale Bring the Light (tratto dall'album Different Gear, Still Speeding) e utilizzata come canzone di chiusura delle esibizioni live.
I problemi sorsero quando Ogden decise di non continuare a cantare. Differenze di vedute nel gruppo portarono allo scioglimento della band nel 1992.
Nel luglio 2006 Ogden morì a soli 44 anni.

## Discografia

### Singoli
- "The Storm" (Circa, 1990)
- "Sons of the Stage" (Circa, 1991)
- "Sweets" (Circa, 1991)
- "She's a Rainbow (remixes)" (Circa, 1992)
- "The Sausage" (Caff Records, 1992, registrazione demo del 1988)

### Album
- Quality Street (Circa, 1991)